# Thomas Andersson (Fußballspieler, 1956)
Thomas Andersson (* 11. Dezember 1956 in Katrineholm) ist ein ehemaliger schwedischer Fußballspieler. Der Stürmer, der 90 Spiele in der Allsvenskan bestritt, gewann mit AIK 1985 den schwedischen Landespokal.

## Werdegang
Andersson begann mit dem Fußballspielen in seinem Heimatort bei Katrineholms SK, wo er bis 1976 gegen den Ball trat. Anschließend wechselte er zum IFK Norrköping. Für den Klub kam er in den folgenden Jahren verletzungsbedingt unregelmäßig in der Allsvenskan zum Einsatz, da er sich im Laufe der Spielzeit 1978 am Kreuzband verletzt hatte. Daher verließ er den Verein nach drei Spielzeiten, in denen ihm in 26 Spielen drei Tore gelungen waren, und wechselte zum Zweitligisten Västerås SK. Nach einer Spielzeit zog er zum Ligarivalen Vasalunds IF weiter. Beim Solnaer Klub etablierte er sich als regelmäßiger Torschütze. Nachdem er in der Spielzeit 1982 in 20 Spielen 19 Tore erzielt hatte, machte er auch außerhalb der Landesgrenzen auf sich aufmerksam.
Zum Jahreswechsel 1982/83 schloss Andersson sich dem VfL Bochum in der deutschen Bundesliga an. Am 22. Januar 1983 debütierte er für die Mannschaft aus dem Westen Deutschlands beim 3:1-Erfolg über Fortuna Düsseldorf in der höchsten Spielklasse, als er an der Seite von Christian Schreier, Wolfgang Patzke und Michael Lameck in der Startformation stand. Er konnte sich jedoch nicht durchsetzen und kehrte im Sommer nach Schweden zu Vasalunds IF zurück. Hier spielte er bis zum Jahresende, ehe er einem Angebot aus der Allsvenskan folgte.
Zur Allsvenskan-Spielzeit 1984 unterschrieb Andersson einen Vertrag beim Lokalrivalen AIK und trug sich bei seinem Debüt für den neuen Klub gegen Halmstads BK im April des Jahres direkt in die Torschützenliste ein. Mit fünf Saisontoren trug er dazu bei, dass der Klub als Tabellenzweiter hinter Vorjahresmeister IFK Göteborg in die Meisterschaftsendrunde kam. Dort scheiterte er jedoch im Viertelfinale aufgrund der Auswärtstorregel an seinem ehemaligen Verein IFK Norrköping. In der folgenden Spielzeit glänzte er als regelmäßiger Torschütze und erreichte mit der Mannschaft im Sommer das Pokalendspiel. Dort traf er gegen Östers IF kurz vor Ende der regulären Spielzeit zum 1:1-Ausgleich, der die Verlängerung ermöglichte. Im Elfmeterschießen setzte er sich trotz eines von ihm verschossenen Elfmeters mit dem Klub durch, da Torwart Bernt Ljung über sich hinauswuchs und drei gegnerische Strafstöße hielt, und feierte seinen ersten Titelgewinn.  Im Herbst des Jahres bekam Andersson wieder Probleme mit seinem Knie, so dass er verletzungsbedingt ausfiel. Bis dato hatte er in 13 Saisonspielen acht Tore erzielt, ohne ihn reichte es für die Mannschaft zum Saisonende lediglich zum fünften Tabellenrang.
In den folgenden Jahren musste Andersson wegen seines Knies öfters pausieren und verlor seinen Stammplatz im Angriff. Nach insgesamt sechs Operationen verabschiedete er sich nach Abschluss der Spielzeit 1987 aus der ersten Liga und kehrte abermals zu Vasalunds IF zurück. Nach einem halben Jahr für den Klub beendete er aufgrund seines geschwächten Knies seine aktive Laufbahn.
Hauptberuflich ist Andersson für das Telekommunikationsunternehmen Telia Company tätig.